# Esfuerzo térmico

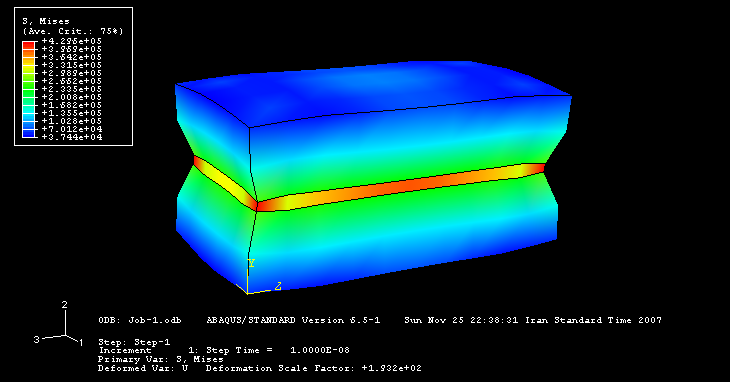
Medida del estrés térmico (criterio de Von Mises) aplicado a un compuesto sándwich de tres capas con una diferencia de coeficiente de dilatación térmica de 10E-6/°C por enfriamiento desde 1200 °C a temperatura ambiente. El espesor inicial de las capas superior e inferior es el doble del espesor de la capa intermedia.

Un esfuerzo térmico o estrés térmico es un esfuerzo asociado al efecto indirecto de una dilatación térmica. Es decir, la diferente longitud que tendrá un elemento estructural a diferentes temperaturas (por efecto de la dilatación o contracción térmica), provoca que incrementos o decrementos de longitudes entre puntos de la estructura, dado que estos puntos están unidos a elementos estructurales el efecto de esta deformación debe ser asumido por los elementos en contacto con el elemento dilatado, por lo que se producirán fuerzas adicionales en esos elementos por el efecto térmico. Para una estructura lineal los esfuerzos inducidos pueden calcularse como:

{\displaystyle F_{i,term}=\sum _{j}K_{ij}\ \delta _{j,term}}

Donde la relación entre las fuerzas inducidas y los desplazamientos inducidos por el efecto térmico involucran a la matriz de rigidez de la estructura. Dado que el desplazamiento asociado a factores términos varía con la temperatura del material, las fuerzas serán proporcionales al cambio de temperatura.
Al presentarse un cambio de temperatura en un elemento, este experimentará una deformación axial, denominada deformación térmica. Si la deformación es controlada, entonces no se presenta la deformación, pero sí un esfuerzo, llamado esfuerzo térmico.

## Ejemplos
Los casos más generales de deformación y esfuerzo térmico son: 
- Puentes y elementos estructurales, donde se puede pasar de temperaturas iniciales de –35 °C a 40 °C .
- Vehículos, trenes, barcos, avionetas y maquinaria.
- Piezas de máquinas con calentamiento excesivo, como motores, hornos, cortadores de metal, trenes de laminación, equipo de moldeo y extrusión de plástico, equipo procesador de alimentos, compresores de aire, y mecanismos industriales.